# Oaslav
Oaslav (Caloplaca oasis) är en lavart som först beskrevs av A. Massal., och fick sitt nu gällande namn av Szatala. Oaslav ingår i släktet orangelavar och familjen Teloschistaceae.  Arten är reproducerande i Sverige. Inga underarter finns listade i Catalogue of Life.